# ألفا روميو 4 سي
ألفا روميو 4 سي (بالإنجليزية: Alfa Romeo 4C) هي سيارة يتم تصنيعها حاليا من قبل ألفا روميو الإيطالية.